# روبرت تسيلر
روبرت تسيلر (بالألمانية: Robert Zeller)‏ (و. 1895 – 1966 م) هو سياسي، من ألمانيا، ولد في شتوتغارت، كان عضوًا في الحزب النازيكان عضوًا في شوتزشتافل، توفي في آوغسبورغ، عن عمر يناهز 71 عاماً.

## مناصب
تولى منصب عضو مجلس النواب الألماني للجمهورية فايمار، وعضو مجلس النواب الألماني من ألمانيا النازية.